# مارك فان دير مارل
مارك فان دير مارل (بالهولندية: Mark van der Maarel) (12 أغسطس 1989 بآرنم في هولندا - ) هو لاعب كرة قدم هولندي في مركز الدفاع. لعب مع نادي أوترخت.

## وصلات خارجية
- مارك فان دير مارل على موقع الاتحاد الأوربي (الإنجليزية)
- مارك فان دير مارل على موقع قاعدة بيانات كرة القدم.إي يو (الإنجليزية)
- مارك فان دير مارل على موقع Soccerway.com (الإنجليزية)
- مارك فان دير مارل على موقع عالم كرة القدم.نت (الإنجليزية)